# Teodor Corbea
Teodor Corbea (Brassó, 1670 – 1725) román zsoltárfordító, a legrégebbi latin–román szótár szerzője.

## Élete és munkássága
Apja, Ioan Corbea a bolgárszegi Szent Miklós-templom papja volt, aki alapos nevelést biztosított fiainak. Feltételezik, hogy Teodor előbb erdélyi szász vagy magyar iskolába járt, majd Oroszországban folytatta tanulmányait. 1690 körül Havasalföldön Constantin Brâncoveanu szolgálatába állt. A kancellárián, ahol Constantin Cantacuzino keze alatt a külügyi levelezést intézte, jó hasznát vette latin, orosz és magyar tudásának. Később II. Rákóczi Ferenc szolgálatába szegődött, az ő megbízásából járt Moszkvában 1708-ban. A stănilești-i csata (1711) után a törökök elől I. Péter orosz cár udvarába menekült, ahol tolmácsként és írnokként dolgozott. 
Első kézirata az Însămnării pentru solia mai marelui mieu frate David ceauşu címet viseli (Feljegyzések Dávid bátyám követsége számára, 1698). 1700 körül Mitrofan bodzafordulói püspök megbízásából Szenczi Molnár Albert szótárának mintájára összeállította az első latin-román szótárt (Dictiones latinae cum valachica interpretatione), melynek kézirata az ELTE Egyetemi Könyvtárának kézirattárában található.
Élete vége felé verses zsoltárfordítást készített, amelyben a népi költészet metrikus verselését alkalmazta.